# راديوم سبرينغز (نيومكسيكو)
راديوم سبرينغز (بالإنجليزية: Radium Springs CDP, New Mexico)‏ هي منطقة سكنية تقع بولاية نيومكسيكو في الولايات المتحدة. تبلغ مساحتها 15.6 كم2، وترتفع عن سطح البحر 1211 م، بلغ عدد سكانها 1,699 نسمة في عام 2010 حسب إحصاء مكتب تعداد الولايات المتحدة وتصل الكثافة السكانية فيها 108.9 نسمة لكل كيلومتر مربع (282.0/ميل2).

## التركيبة السكانية
حدّد مكتب تعداد الولايات المتحدة بيانات التركيبة السكانية لراديوم سبرينغز في تعداد الولايات المتحدة. في ما يلي، التركيبة السكانية حسب تعدادي 2000 و2010.

### تعداد عام 2000
بلغ عدد سكان راديوم سبرينغز 1,518 نسمة بحسب تعداد عام 2000، وبلغ عدد الأسر 544 أسرة وعدد العائلات 417 عائلة مقيمة في المنطقة السكنية. في حين سجلت الكثافة السكانية 97.3 نسمة لكل كيلومتر مربع (252.0/ميل2). وبلغ عدد الوحدات السكنية 589 وحدة بمتوسط كثافة قدره 37.8 لكل كيلومتر مربع (97.9/ميل2).
وتوزع التركيب العرقي للمنطقة السكنية بنسبة 71.28% من البيض و0.40% من الأمريكيين الأفارقة و1.32% من الأمريكيين الأصليين و0.13% من الأمريكيين ذوي الأصول الآسيوية و24.77% من الأعراق الأخرى و2.11% من عرقين مختلطين أو أكثر و49.41% من الهسبانيون أو اللاتينيون من أي عرق.
بلغ عدد الأسر 544 أسرة كانت نسبة 42.6% منها لديها أطفال تحت سن الثامنة عشر تعيش معهم، وبلغت نسبة الأزواج القاطنين مع بعضهم البعض 59.2% من أصل المجموع الكلي للأسر، ونسبة 11.8% من الأسر كان لديها معيلات من الإناث دون وجود شريك،  بينما كانت نسبة 5.7% من الأسر لديها معيلون من الذكور دون وجود شريكة وكانت نسبة 23.3% من غير العائلات. تألفت نسبة 20% من أصل جميع الأسر من عدة أفراد يعيشون في نفس المنزل ونسبة 6.1% كانت تتألف من شخص يعيش بمفرده يبلغ من العمر 65 عاماً أو أكثر. وبلغ متوسط حجم الأسرة المعيشية 2.79، أما متوسط حجم العائلات فبلغ 3.19.
بلغ العمر الوسطي للسكان 35.3 عاماً. وكانت نسبة 29.6% من القاطنين تحت سن الثامنة عشر، وكانت نسبة 7.6% بين الثامنة عشر والرابعة والعشرين عاماً، ونسبة 29.4% كانت واقعةً في الفئة العمرية ما بين الخامسة والعشرين والرابعة والأربعين عاماً، ونسبة 22.5% كانت ما بين الخامسة والأربعين والرابعة والستين، ونسبة 10.9% كانت ضمن فئة الخامسة والستين عاماً فما فوق. يوجد لكل 100 أنثى 98.7 ذكر، ويوجد لكل 100 أنثى في الثامنة عشر من عمرها فما فوق 97.2 ذكر.
بلغ متوسط دخل الأسرة في المنطقة السكنية 33,167 دولارًا، أما متوسط دخل العائلة فبلغ 34,083 دولارًا. وكان متوسط دخل الذكور 34,196 دولارًا مقابل 22,813 دولارًا للإناث. وسجل دخل الفرد الخاص بالمنطقة السكنية 14,660 دولارًا. وكانت نسبة 7.5% من العائلات ونسبة 11% من السكان تحت خط الفقر، وكان من هؤلاء نسبة 15.8% تحت سن الثامنة عشر ونسبة 14.5% في الخامسة والستين من العمر وما فوق.

### تعداد عام 2010
بلغ عدد سكان راديوم سبرينغز 1,699 نسمة بحسب تعداد عام 2010، وبلغ عدد الأسر 635 أسرة وعدد العائلات 479 عائلة مقيمة في المنطقة السكنية. في حين سجلت الكثافة السكانية 108.9 نسمة لكل كيلومتر مربع (282.0/ميل2). وبلغ عدد الوحدات السكنية 689 وحدة بمتوسط كثافة قدره 44.2 لكل كيلومتر مربع (114.5/ميل2).
وتوزع التركيب العرقي للمنطقة السكنية بنسبة 85.52% من البيض و0.53% من الأمريكيين الأفارقة و0.94% من الأمريكيين الأصليين و0.35% من الأمريكيين ذوي الأصول الآسيوية و10.95% من الأعراق الأخرى و1.71% من عرقين مختلطين أو أكثر و52.80% من الهسبانيون أو اللاتينيون من أي عرق.
بلغ عدد الأسر 635 أسرة كانت نسبة 36.9% منها لديها أطفال تحت سن الثامنة عشر تعيش معهم، وبلغت نسبة الأزواج القاطنين مع بعضهم البعض 57.3% من أصل المجموع الكلي للأسر، ونسبة 12% من الأسر كان لديها معيلات من الإناث دون وجود شريك،  بينما كانت نسبة 6.1% من الأسر لديها معيلون من الذكور دون وجود شريكة وكانت نسبة 24.6% من غير العائلات. تألفت نسبة 19.5% من أصل جميع الأسر من عدة أفراد يعيشون في نفس المنزل ونسبة 5.7% كانت تتألف من شخص يعيش بمفرده يبلغ من العمر 65 عاماً أو أكثر. وبلغ متوسط حجم الأسرة المعيشية 2.68، أما متوسط حجم العائلات فبلغ 3.06.
بلغ العمر الوسطي للسكان 41.0 عاماً. وكانت نسبة 25.7% من القاطنين تحت سن الثامنة عشر، وكانت نسبة 6.9% بين الثامنة عشر والرابعة والعشرين عاماً، ونسبة 22% كانت واقعةً في الفئة العمرية ما بين الخامسة والعشرين والرابعة والأربعين عاماً، ونسبة 32.5% كانت ما بين الخامسة والأربعين والرابعة والستين، ونسبة 12.9% كانت ضمن فئة الخامسة والستين عاماً فما فوق. وتوزع التركيب الجنسي للسكان بنسبة 48.7% ذكور و51.3% إناث.